# سیارک ۱۳۹۲۰
سیارک ۱۳۹۲۰ (به انگلیسی: 13920 Montecorvino، نامگذاری:1985PE1) سیزده هزار و نهصد و بیستمین سیارک کشف شده‌است که در ۱۵ اوت ۱۹۸۵ کشف شد.
قدر مطلق سیارک برابر ۱۸.۶ است.